# While we're young
While we're young is een studioalbum van John Abercrombie. Het album is opgenomen in juni 1992 in de geluidsstudio Power Station in New York. Abercrombie had zijn vorige begeleiders alweer ingeruild voor een trio dat gitaar, hammondorgel en drums bespeelde.

## Musici
- John Abercrombie – gitaar
- Dan Wall – hammondorgel
- Adam Nussbaum – slagwerk

## Muziek
| Nr. | Titel                          | Duur |
| --- | ------------------------------ | ---- |
| 1.  | Rain forest (Wall)             | 9:32 |
| 2.  | Stormz (Abercrombie, Nussbaum) | 6:05 |
| 3.  | Dear rain (Abercrombie)        | 5:58 |
| 4.  | Mirrors (Wall)                 | 8:10 |
| 5.  | Carol’s carol (Wall)           | 8:51 |
| 6.  | Scomotion (Abercrombie)        | 6:29 |
| 7.  | A matter of time (Abercrombie) | 8:17 |
| 8.  | Dolorosa (Wall)                | 5:43 |